# I Will Survive
Az I Will Survive Gloria Gaynor amerikai énekesnő száma, amely 1978 októberében jelent meg. A dal szövege – melyet Freddie Perren és Dino Fekaris írt – egy olyan ember egyes szám első személyű elbeszélése, aki egy szakítást követően, amely erősen megviseli, összeszedi magát komoly lelki erőről tanúskodva. A dal az emancipált nők, a melegek, és a HIV/AIDS tudatosság himnusza lett. Minden idők egyik legnépszerűbb diszkó száma, és Gaynor legnagyobb sikere.
1979-ben a rádiók egyik legtöbbet játszott dala volt, és az első helyre jutott a Billboard Hot 100-as listáján és az Egyesült Királyságban. Eredetileg a The Righteous Brothers Substitute című számából készített feldolgozás B-oldalán szerepelt, ám jóval sikeresebb lett a Substitute-nál, így az új kiadásokon már az I Will Survive szerepelt a lemez A oldalán.
Az 1980-as Grammy-díjátadón a dal megnyerte A legjobb diszkó felvétel kategória díját (ez a kategória egyébként csak ebben az évben létezett). A Rolling Stone magazin a 492. helyre sorolta Minden idők 500 legjobb száma listáján, a Billboard pedig minden idők 97. legjobb számának választotta. 2000-ben a VH1 első helyre sorolta a 100 legjobb dance szám listáján.
A dal sikerét követően számos alkalommal feldolgozásra került, többek között a Cake együttes is elkészítette belőle saját verzióját. A Pussycat Dolls 2009-es Hush Hush; Hush Hush című kislemezében felhasználásra került a dal néhány részlete.

## Promóciós videó
A dalhoz 1979-ben, egy New York-i diszkóban, a Xenon-ban forgattak videót. Gaynor-t minimálisan megvilágítva, mikrofonnal a kezében a számot énekelve láthatjuk benne. Sheila Reid jégkorcsolya-művésznő is szerepel a videóban.

## Hivatalos verziók
- I Will Survive (Album verzió)
- I Will Survive (1993 Phil Kelsey Classic 12" Mix)
- I Will Survive (2009 újra felvétel)

## Slágerlistás helyezések
| Slágerlista (1996)                                       | Legjobb helyezés |
| -------------------------------------------------------- | ---------------- |
| Egyesült Államok Billboard Hot R&B/Hip-Hop Songs lista   | 5                |
| Egyesült Államok Billboard Hot Dance Club Songs lista    | 35               |
| Egyesült Államok Billboard Billboard Hot 100 lista       | 1                |
| Egyesült Államok Billboard Hot Dance Singles Sales lista | 10               |
| Egyesült Királyság Top 75 kislemezlista                  | 1                |

### Első helyezések
| Előző Voyage - Fly Away                   | Billboard Hot Dance Club Play lista első helyezettje a Substitute, az Anybody Wanna Party? és az I Said Yes című dalokkal együtt 1979. január 27. – 1979. február 10. | Következő Gary's Gang - Keep on Dancin' / Do It at the Disco / Let's Lovedance Tonight |
| Előző Rod Stewart - Da Ya Think I'm Sexy? | Billboard Hot 100 lista első helyezettje 1979. március 10. – 1979. március 17. (először) 1979. április 7. – 1979. április 13. (másodszor)                             | Következő Bee Gees - Tragedy                                                           |
| Előző Bee Gees - Tragedy                  | Brit kislemezlista első helyezettje 1979. március 17. – 1979. április 7.                                                                                              | Következő Art Garfunkel - Bright Eyes                                                  |

## Fordítás
- Ez a szócikk részben vagy egészben  az   I Will Survive című angol Wikipédia-szócikk fordításán alapul.  Az eredeti cikk szerkesztőit annak laptörténete sorolja fel. Ez a jelzés csupán a megfogalmazás eredetét és a szerzői jogokat jelzi, nem szolgál a cikkben szereplő információk forrásmegjelöléseként.

## Külső hivatkozások
- Az I Will Survive videója a YouTube videómegosztó oldalon